# Beautiful Soup
Beautiful Soup — це модуль Python для аналізу HTML і XML документів. Він створює дерево аналізу для розібраних сторінок, яке можна використовувати для вилучення даних з HTML, що часто використовують для вебскрапінгу.
Beautiful Soup був започаткований Леонардом Річардсоном, який і продовжує робити свій внесок , проект додатково підтримується завдяки Tidelift, платній підписці на підтримку проектів з відкритим кодом.
Модуль доступний для Python 2.7 і Python 3.
```
#!/usr/bin/env python3
# Anchor extraction from HTML document
from bs4 import BeautifulSoup
from urllib.request import urlopen
with urlopen('
https://en.wikipedia.org/wiki/Main_Page'
) as response:
    soup = BeautifulSoup(response, 'html.parser')
    for anchor in soup.find_all('a'):
        print(anchor.get('href', '/'))
```

## Переваги та недоліки парсерів
Ця таблиця підсумовує переваги та недоліки кожної бібліотеки аналізаторів 
| Parser               | Typical usage                                                  | Advantages                                                                        | Disadvantages                                              |
| -------------------- | -------------------------------------------------------------- | --------------------------------------------------------------------------------- | ---------------------------------------------------------- |
| Python’s html.parser | BeautifulSoup(markup, "html.parser")                           | - Moderately fast - Гнучкий (Для Python 2.7.3 та 3.2.)                            | - Не такий швидкий, як lxml, не такий гнучкий, як html5lib |
| lxml’s HTML parser   | BeautifulSoup(markup, "lxml")                                  | - Дуже швидкий - Гнучкий                                                          | - Зовнішня C залежність                                    |
| lxml’s XML parser    | BeautifulSoup(markup, "lxml-xml") BeautifulSoup(markup, "xml") | - Дуже швидкий - Єдиний парсер XML на даний момент                                | - Зовнішня C залежність                                    |
| html5lib             | BeautifulSoup(markup, "html5lib")                              | - Дуже гнучкий - Парсер працює по аналогії з браузером - Створює правильний HTML5 | - Дуже повільний - Зовнішня Python залежність              |

## Реліз
Beautiful Soup 3 був офіційним релізом Beautiful Soup з травня 2006 року по березень 2012 року. Поточна версія Beautiful Soup 4.x. [Архівовано 16 березня 2022 у Wayback Machine.] Beautiful Soup 4 можна встановити за допомогою pip install beautifulsoup4.